# Evropská měnová jednotka

Logo Evropské měnové jednotky

Evropská měnová jednotka (European Currency Unit, ECU, ₠) byla košová měnová jednotka zemí Evropských společenství sloužící k zúčtování mezinárodních operací. Používala se též v Evropském měnovém systému (EMS), kde se každá z členských zemí EMS zavazovala udržovat kurz své měny v určitém rozpětí (původně ± 2,5 %, později ± 15 %) vůči ECU.
Název je odvozen od anglického „European Currency Unit“ a zároveň z francouzského výrazu pro štít: „écu“, taktéž byla nazývána jedna starofrancouzská mince.
ECU vzniklo 13. března 1979 (bankovní ISO kód XEU) a 1. ledna 1999 bylo nahrazeno eurem (ISO kód EUR). Belgické a lucemburské franky byly v měnové unii. Proto jsou tyto hodnoty v koši ECU sloučené a jsou vyjádřené pouze pro Belgii (BEF).
Na košovou jednotku ECU navázalo euro v symbolickém kurzu 1 EUR = 1 ECU. Výchozí externí hodnota eura vůči americkému dolaru činila 1 EUR = 1,1789 USD a vycházela z propočtu kurzu USD/ECU v poslední obchodní den před vznikem eura (31. prosince 1998).
| Měna | 13. 3. 1979 – 16. 9. 1984 | 17. 9. 1984 – 21. 9. 1989 | 21. 9. 1989 – 31. 12. 1998 |
| ---- | ------------------------- | ------------------------- | -------------------------- |
| BEF  | 9,64 %                    | 8,57 %                    | 8,183 %                    |
| DEM  | 32,98 %                   | 32,08 %                   | 31,955 %                   |
| DKK  | 3,06 %                    | 2,69 %                    | 2,653 %                    |
| ESP  | –                         | –                         | 4,138 %                    |
| FRF  | 19,83 %                   | 19,06 %                   | 20,316 %                   |
| GBP  | 13,34 %                   | 14,98 %                   | 12,452 %                   |
| GRD  | –                         | 1,31 %                    | 0,437 %                    |
| IEP  | 1,15 %                    | 1,20 %                    | 1,086 %                    |
| ITL  | 9,49 %                    | 9,98 %                    | 7,840 %                    |
| LUF  | –                         | –                         | 0,322 %                    |
| NLG  | 10,51 %                   | 10,13 %                   | 9,980 %                    |
| PTE  | –                         | –                         | 0,695 %                    |